# Килшилан
Килшилан (англ. Kilsheelan; ирл. Cill Síoláin) — деревня в Ирландии, находится в графстве Южный Типперэри (провинция Манстер) недалеко от реки Шур.
В деревне есть 3 паба, почта и ремонтная мастерская. Дважды, в 1975 и в 1979, деревня выигрывала Irish Tidy Towns Competition.

## Демография
Население — 520 человек (по переписи 2006 года). В 2002 году население составляло 497 человек.
Данные переписи 2006 года:
| Общие демографические показатели |               |                               |                               |      |      |
| Всё население                    | Всё население | Изменения населения 2002—2006 | Изменения населения 2002—2006 | 2006 | 2006 |
| 2002                             | 2006          | чел.                          | %                             | муж. | жен. |
| 497                              | 520           | 23                            | 4,6                           | 275  | 245  |